# Robert Van Zeebroeck
Robertus Joseph „Robert” Van Zeebroeck (ur. 31 października 1909 w Brukseli, zm. w 1991 w Tranent) – belgijski łyżwiarz figurowy, startujący w konkurencji solistów i par sportowych z Josy Van Lerberghe. Brązowy medalista olimpijski z St. Moritz (1928).

## Osiągnięcia

### Soliści
| Zawody               | 1926           | 1928           | 1936           | 1938           |
| Międzynarodowe       | Międzynarodowe | Międzynarodowe | Międzynarodowe | Międzynarodowe |
| -------------------- | -------------- | -------------- | -------------- | -------------- |
| Igrzyska olimpijskie |                | 3              |                |                |
| Mistrzostwa świata   | 7              |                |                | 9              |
| Mistrzostwa Europy   | 6              |                | 10             |                |

### Pary sportowe
Z Josy Van Lerberghe
| Zawody               | 1928           |
| Międzynarodowe       | Międzynarodowe |
| -------------------- | -------------- |
| Igrzyska olimpijskie | 6              |